# Aquarium de Barcelone
L'Aquarium de Barcelone est un aquarium situé à Barcelone, en Catalogne.

## Présentation
Il se situe dans l'enceinte du Port Vell et, outre ses nombreux poissons, propose des expositions ainsi que divers services tels qu'une cafétéria et une boutique de souvenirs. La structure possède en tout 35 aquariums comprenant 11 000 animaux de 450 espèces différentes ainsi qu'un tunnel subaquatique de 80 mètres sous lequel une centaine de personnes peuvent circuler en même temps.
Depuis son ouverture, le 8 septembre 1995, cet aquarium a accueilli environ 30 millions de personnes. Il fait partie du Groupe Aspro.

## Galerie

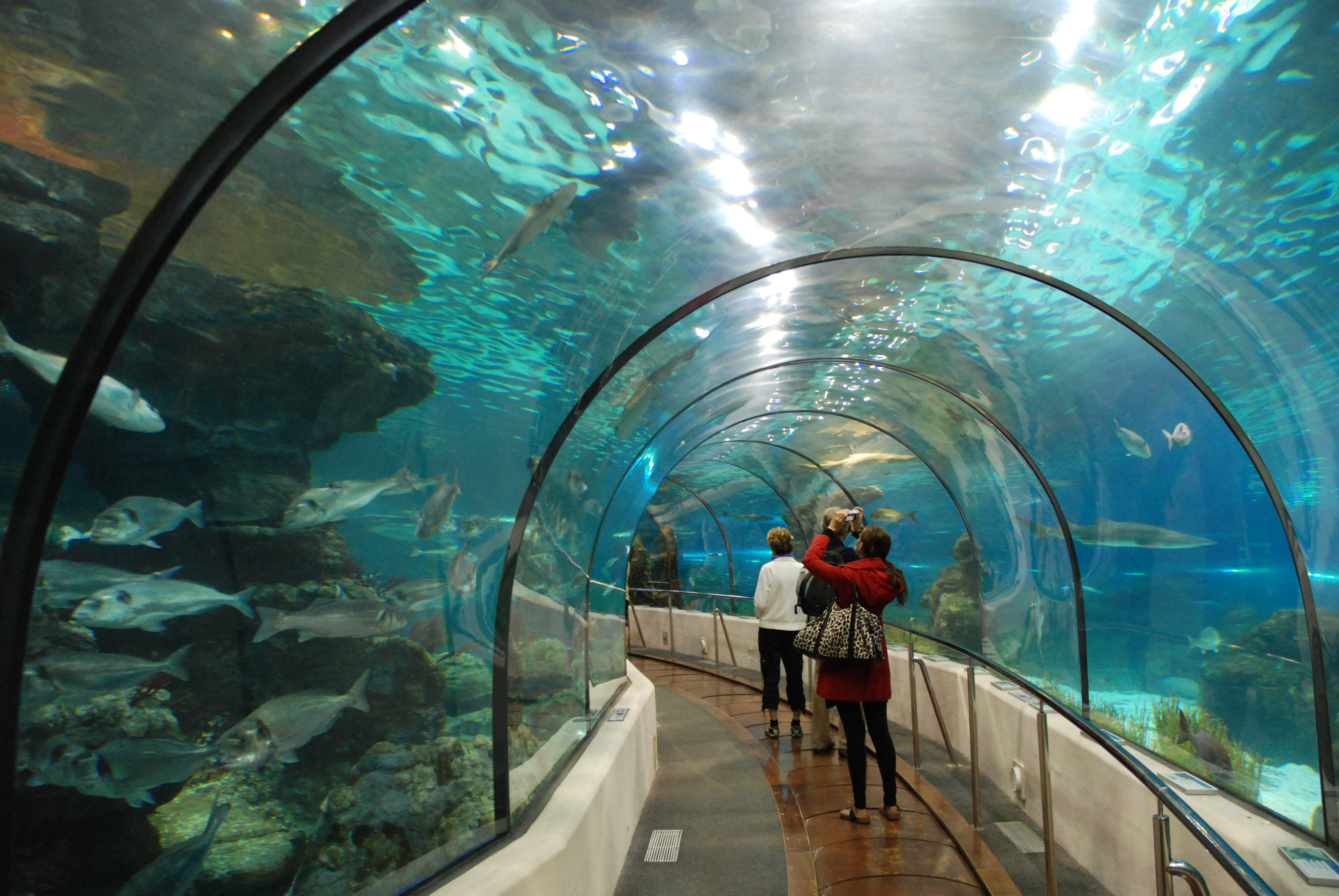
Le tunnel subaquatique.
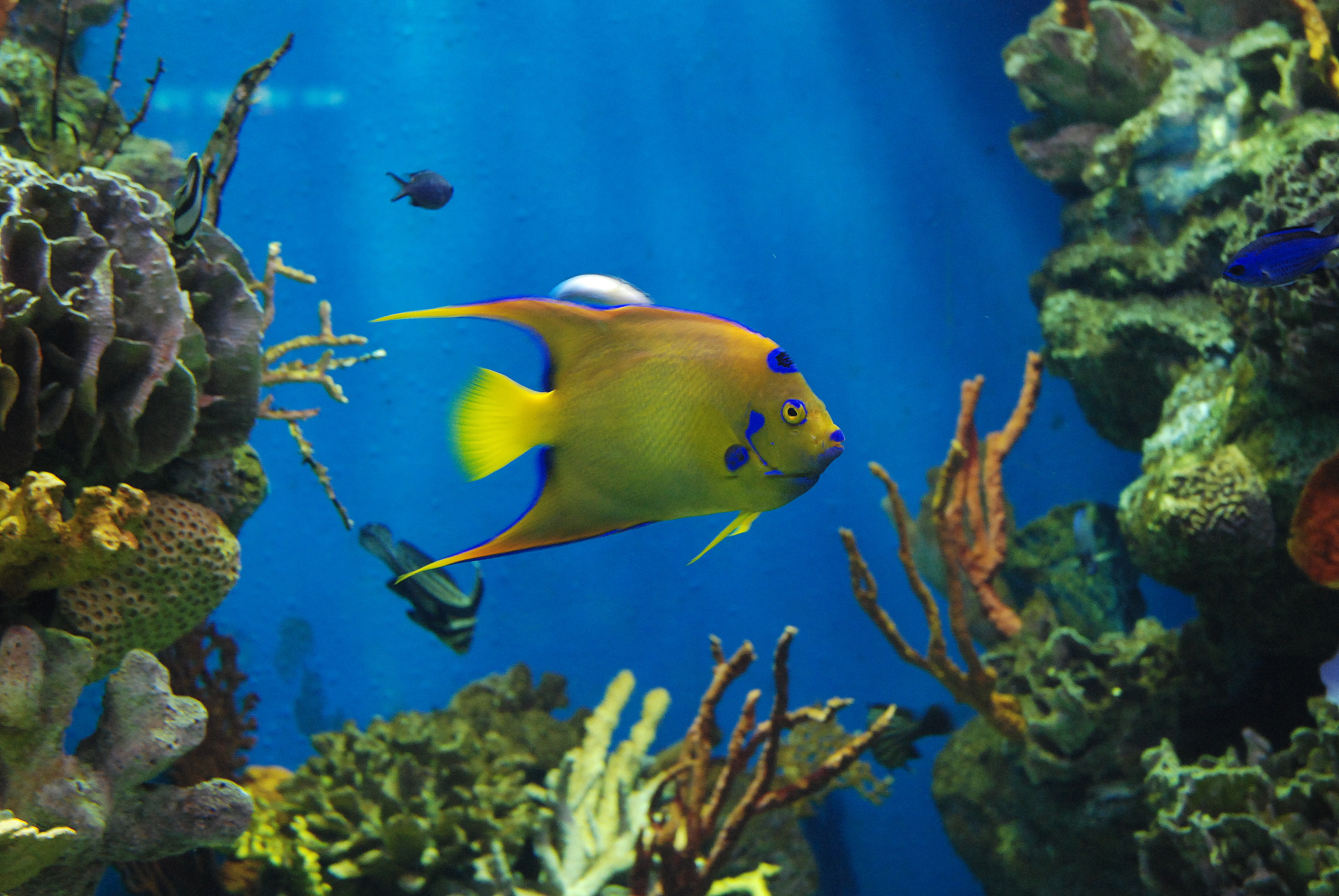
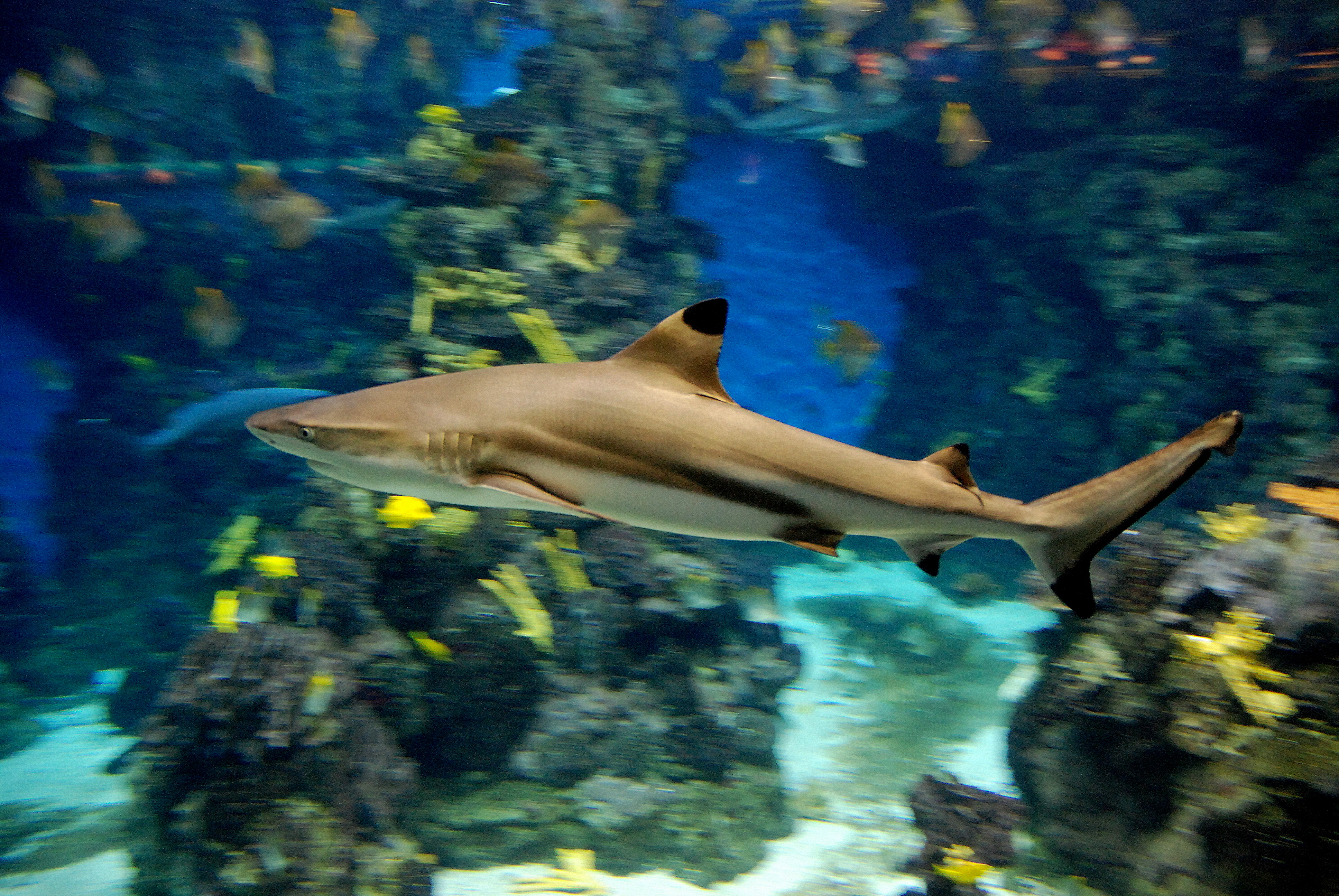
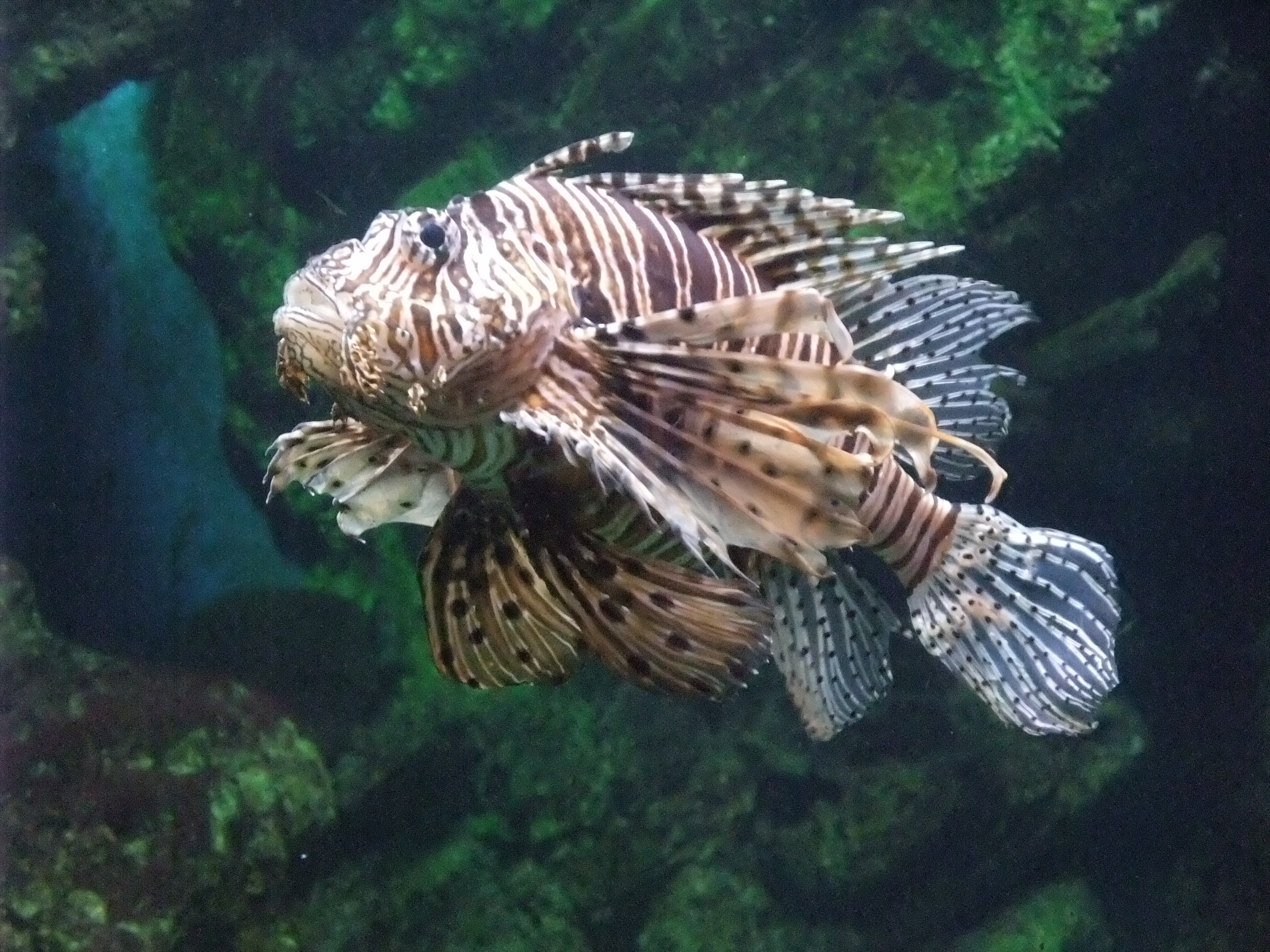